# Cindy Brogdon
Cindy Brogdon   (Buford, 25 de febrer de 1957) és una jugadora de bàsquet estatunidenca, ja retirada que va competir durant la dècada de 1970. El 2002 fou inclosa al Women's Basketball Hall of Fame.
Nascuda a Buford, Geòrgia, estudià a la Universitat Mercer de 1976 a 1977, per posteriorment passar a la Universitat de Tennessee.
El 1976 va prendre part en els Jocs Olímpics de Mont-real, on guanyà la medalla de plata en la competició de bàsquet.
Jugà professionalment al New Orleans Pride de la Women's Professional Basketball League el 1979 i 1980.